# De Acteerschool Rotterdam
De Acteerschool Rotterdam is de voormalige hbo-opleiding van Hofplein Rotterdam, waar het vak acteren onderwezen werd. Vanaf september 2016 werden er geen studenten meer toegelaten tot de opleiding. In 2018 werd de school opgeheven.

## Geschiedenis
Hofplein Rotterdam is een Rotterdams initiatief, een theater voor kinderen, jongeren en volwassenen, dat al sinds 1985 actief is. In september 2008 startte Hofplein Rotterdam een pilotproject onder de artistieke leiding van Bart Kiene, Peter Oskam en Mimoun Oaissa, namelijk De Acteerschool Rotterdam, een particulier initiatief. Hiermee wilde Hofplein Rotterdam voorzien in de eigen behoefte en de behoefte van anderen, namelijk professionals die in sociaalmaatschappelijke projecten met theatermiddelen op het hoogste niveau konden werken. Het vakkenpakket omvatte enerzijds de theatervakken (westers en niet-westers georiënteerd), anderzijds een talenpakket en, in bescheiden mate, agogische en pedagogische vakken gericht op de grootstedelijke jongeren.
Vanaf 2010 werkte De Acteerschool Rotterdam samen met de Hogeschool Rotterdam en groeide de pilot uit tot een erkende hbo-opleiding Theater & Maatschappij, waarbij de bestaande acteursopleiding verder werd uitgediept met agogische en pedagogische aspecten.

## Opleidingstrajecten
De Acteerschool Rotterdam bood twee opleidingstrajecten aan:
1. Voltijdopleiding tot acteur en cultureel ondernemer 
In samenwerking met de Hogeschool Rotterdam konden studenten bij De Acteerschool Rotterdam de specialisatie Theater & Maatschappij volgen. Dit was een nieuwe specialisatie binnen de opleiding Culturele en Maatschappelijke Vorming (CMV).[1] Studenten waren ingeschreven bij zowel De Acteerschool Rotterdam als de Hogeschool Rotterdam. Na de opleiding waren studenten acteur en studeerden zij met een hbo-diploma met de internationaal erkende titel Bachelor of Social Work.
2. Particuliere deeltijdopleiding tot acteur 
Naast deze specialisatie bood De Acteerschool Rotterdam de deeltijdopleiding aan. Deeltijdstudenten volgden de lessen aan De Acteerschool Rotterdam samen met de studenten die de specialisatie Theater & Maatschappij volgden. Dit betekent dat de studenten drie dagen per week les hadden op De Acteerschool Rotterdam en in vier jaar opgeleid werden tot volwaardig acteur.